# Мельничный (Свердловская область)
Ме́льничный — посёлок в Свердловской области России, входит в состав ЗАТО городской округ город Лесной.

## География
Посёлок Мельничный расположен в 5 километрах к северу от города Лесной и в 1,5 километрах к югу от посёлка Ёлкино, между рекой Тура и её левым притоком — речкой Мельничная.

## История

### Добыча платины
В 1824 году на речке Мельничная горный инженер К. П. Голяховский обнаружил россыпи платины. Это привело к возникновение и развитию знаменитых Исовских приисков.

### История посёлка
В 1949—1950 годах на правом берегу речки Мельничная, возле посёлка Ёлкино Исовского района, был построен и запущен небольшой известковый завод для нужд Лесного.
В 1955 году территория вошла в состав Нижнетуринского района.
В 1956 году здесь, возле дороги Нижняя Тура — Ис, для работников известкового предприятия возвели три двухэтажных кирпичных дома.
10 августа 1972 года вышло Решение Свердловского облисполкома № 619, гласящее: «Зарегистрировать вновь возникший населённый пункт на территории Ёлкинского поссовета г. Нижней Туры и присвоить ему наименование пос. Мельничный».
Распоряжением Исполнительного комитета Свердловского областного совета депутатов трудящихся № 240-Р от 8.04.1974 на базе имевшихся жилых помещений и коммунально-бытовых объектов было решено открыть Нижнетуринский детский дом для детей-инвалидов (НТДДИ) на 358 мест. Ещё через год, в июле 1975-го, стали привозить детей из разных населённых пунктов Свердловской области.
В 1994 году территория отошла к городу Лесному.

## Улицы
Уличная сеть представлена единственной улицей — Мельничной.

## Предприятия и учреждения
С 1974 года на территории поселения расположено Государственное казённое стационарное учреждение социального обслуживания Свердловской области «Нижнетуринский детский дом-интернат для умственно отсталых детей».
В 1990-х в Мельничном организовалось ТОО «Уральский мёд» (рук. Б. Г. Бызов), на территории которого функционирует конноспортивный клуб «Верба». Тогда же на остатках бывшего известкового завода заработала частная лесопилка.
В нулевых 2000-х через территорию Мельничного проложена трасса газопровода.

## Достопримечательности
С начала 1950-х годов на территории Мельничного находится бетонный барак усиленного режима из нескольких камер (карцеров), где до 1960 года, в начальный период строительства Лесного, содержались особо опасные заключённые.

## Статус поселения
Являясь де-юре отдельным посёлком, де-факто Мельничный таковым не оформлен. К примеру, расположенный на его территории Нижнетуринский детский дом для детей-инвалидов имеет почтовый адрес «город Лесной, посёлок Ёлкино…».